# Chiusa di Pesio
Chiusa di Pesio (en français L'Écluse-de-Pez) est une commune italienne de la province de Coni dans la région Piémont en Italie.

## Administration
| Période                                  | Période      | Identité             | Étiquette                                                    | Qualité |
| ---------------------------------------- | ------------ | -------------------- | ------------------------------------------------------------ | ------- |
| 24 avril 1995                            | 14 juin 2004 | Antonino Pecollo     | Partito Popolare Italiano - Liste civique                    |         |
| 14 juin 2004                             | 8 juin 2009  | Riccardo Mucciarelli | Liste Civique                                                |         |
| 8 juin 2009                              | 27 mai 2019  | Sergio Bussi         | Liste civique : La vallée du Pez                             |         |
| 27 mai 2019                              | En cours     | Claudio Baudino      | Liste Civique : Au-delà, pour l'avenir de la vallée du Pesio |         |
| Les données manquantes sont à compléter. |              |                      |                                                              |         |

### Communes limitrophes
Beinette, Briga Alta, Limone Piemonte, Margarita (Italie), Peveragno, Pianfei, Roccaforte Mondovì, Villanova Mondovì
Jumelage::
Chiusa di Pesio est jumelée à Cuges-les-Pins

## Culture et patrimoine

### Lieux et monuments
- Chartreuse de Val-di-Pesio

## Personnalité
- Tommaso Vallauri (1805-1897), philologue, latiniste, député et sénateur